# Çetmi, Gümüşhacıköy
Çetmi là một xã thuộc huyện Gümüşhacıköy, tỉnh Amasya, Thổ Nhĩ Kỳ. Dân số thời điểm năm 2010 là 563 người.